# Etinilestradiol/etonogestrel
El etinilestradiol/etonogestrel, vendido bajo la marca NuvaRing entre otras, es un anillo vaginal hormonal utilizado para el control de la natalidad y para mejorar los síntomas menstruales. Contiene etinilestradiol, un estrógeno, y etonogestrel, una progestina. Se utiliza mediante inserción en la vagina. El embarazo se produce en aproximadamente el 0,3% de las mujeres con un uso perfecto y en el 9% de las mujeres con un uso típico.
Los efectos secundarios comunes incluyen sangrado vaginal irregular, náuseas, dolor en los senos, vaginitis, cambios de humor y dolor de cabeza. Los efectos secundarios graves pero poco frecuentes pueden incluir coágulos de sangre, síndrome de shock tóxico, anafilaxia, cálculos biliares y problemas hepáticos. No se recomienda su uso en personas  fumadoras y mayores de 35 años  Aunque no se recomienda su uso durante el embarazo, no se ha demostrado que sea perjudicial para el feto. Normalmente no se recomienda su uso durante la lactancia, ya que puede disminuir la producción de leche. Actúa principalmente disminuyendo las gonadotropinas, y por tanto deteniendo la ovulación.
La combinación fue aprobada para uso médico en los Estados Unidos en 2001  y está en la Lista de Medicamentos Esenciales de la Organización Mundial de la Salud. En el Reino Unido, está disponible como medicamento genérico y, en 2020, el coste para el Servicio Nacional de Salud británico de un suministro para un mes es de 30 libras. En Estados Unidos, el coste al por mayor de esta cantidad es de unos 470 dólares. En 2017, ocupaba el puesto 177 entre los medicamentos más recetados en Estados Unidos, con más de tres millones de recetas.  En Estados Unidos se presentaron demandas contra Merck por ocultar los riesgos para la salud asociados al producto, que se resolvieron con un pago de 100 millones de dólares en 2014.